# Ruenas
Ruenas de Marjarida (en francès Ruynes-en-Margeride) és un municipi francès situat al departament de Cantal i a la regió d'Alvèrnia-Roine-Alps. En aquest poble hi ha el Viaducte de Garabit.

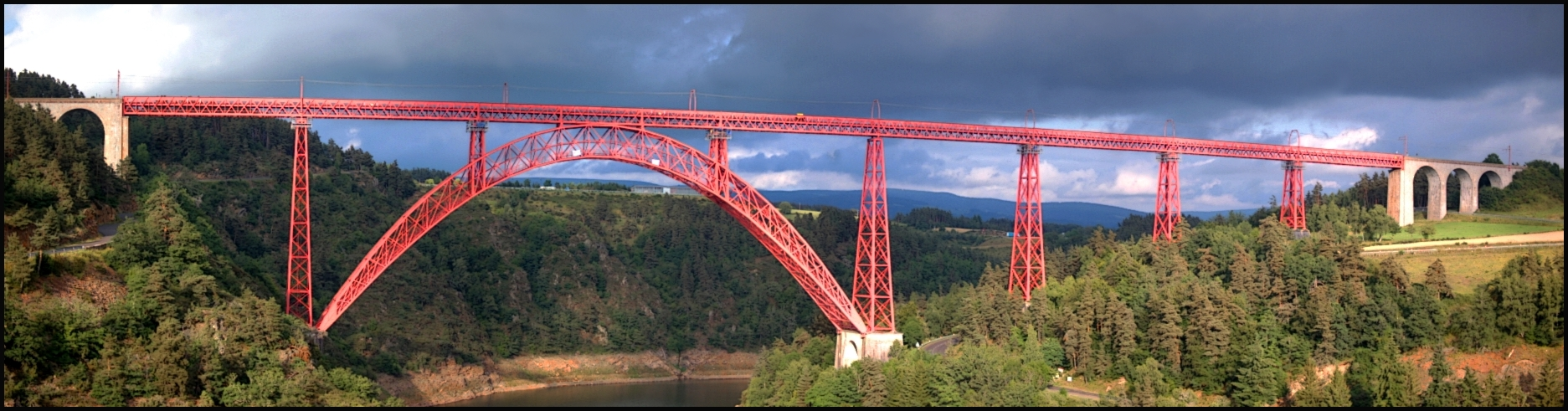
Viaducte de Garabit

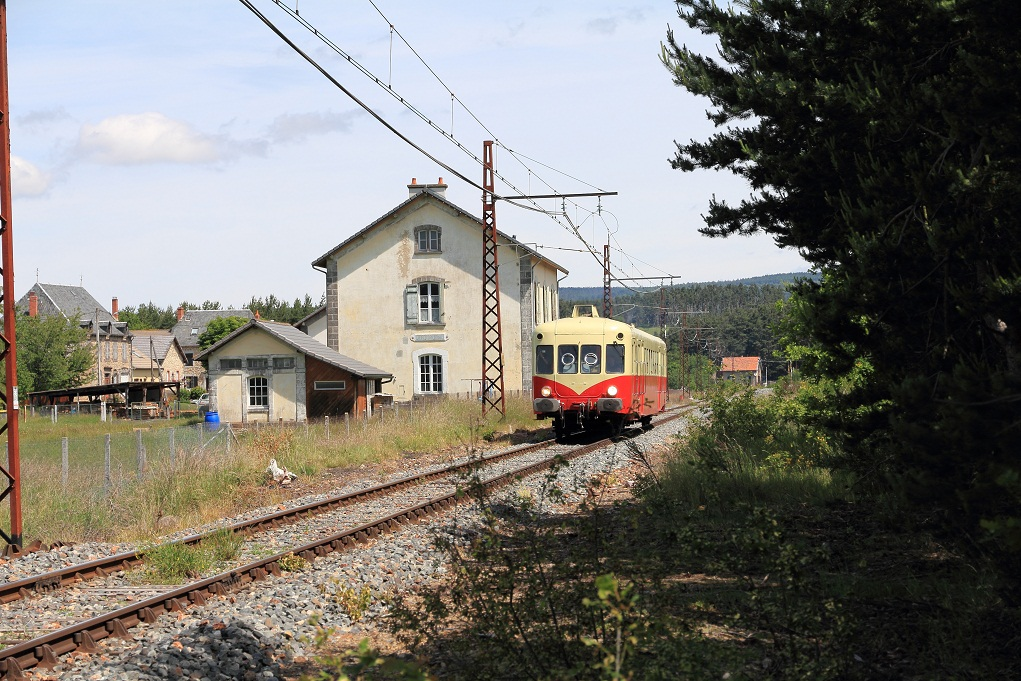
Estació de tren